# Kaska Lake
Der Kaska Lake (englisch; bulgarisch езеро Каската esero Kaskata, deutsch ‚Helmsee‘) ist ein in ost-westlicher Ausrichtung 220 m langer und 115 m breiter See am Triangulation Beach von Nelson Island im Archipel der Südlichen Shetlandinseln. Er liegt 460 m nordöstlich des Punta Vidaurre und 3,24 km westsüdwestlich des Ivan Alexander Point.
Britische Wissenschaftler kartierten ihn 1968. Die bulgarische Kommission für Antarktische Geographische Namen benannte ihn im April 2021 deskriptiv nach seiner an einen Stahlhelm erinnernden Form.